# Francesco Bracciolini
Francesco Bracciolini, född 26 november 1566 och död 31 augusti 1645, var en italiensk poet.
Bracciolini var författare till dramatiska arbeten, verk och hjältedikter, däribland La croce racquistata ("Det återvunna korset"), där han stilmässigt efterbildar Torquato Tasso. Bracciolinis främsta verk är den komiska dikten Lo scherno degli dei ("Gudarnas förakt"), en satirisk framställning av de hedniska myterna.